# Евсевий (префект претория)
Евсевий (лат. Eusebius) — римский политический деятель конца IV века.
Примерно в 395 году Евсевий занимал должность комита священных щедрот. В 395—396 годах он находился на посту префекта претория Италии. Известно, что в январе 396 года по приказу Евсевия в Медиолане был арестован некий Кресконий. Евсевий упоминается в письмах Квинта Аврелия Симмаха.